# Cucina di Oaxaca

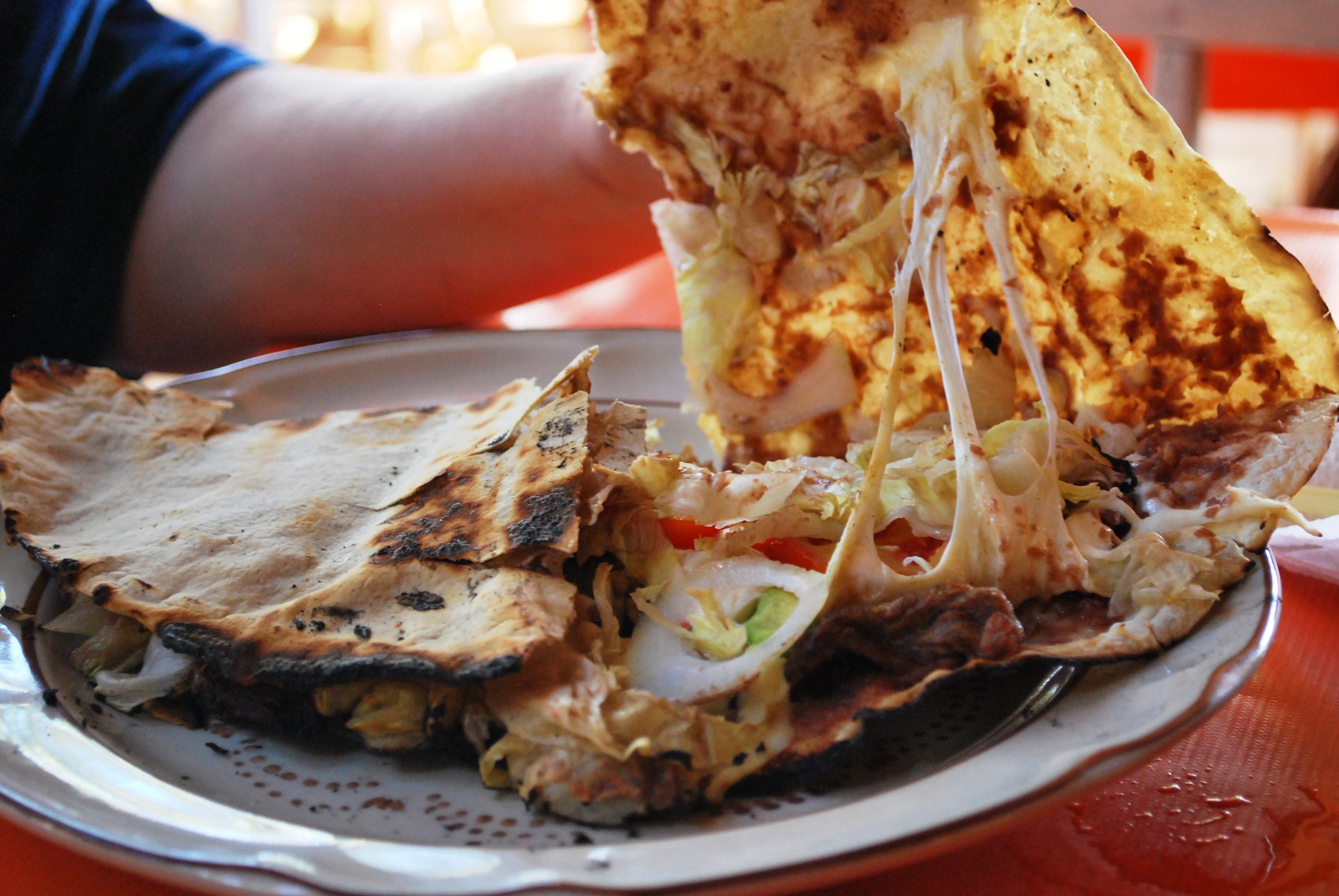
Tlayuda a base di carne e formaggio servita a Mazunte

La cucina di Oaxaca è la cucina dello Stato messicano di Oaxaca, nel Messico meridionale.

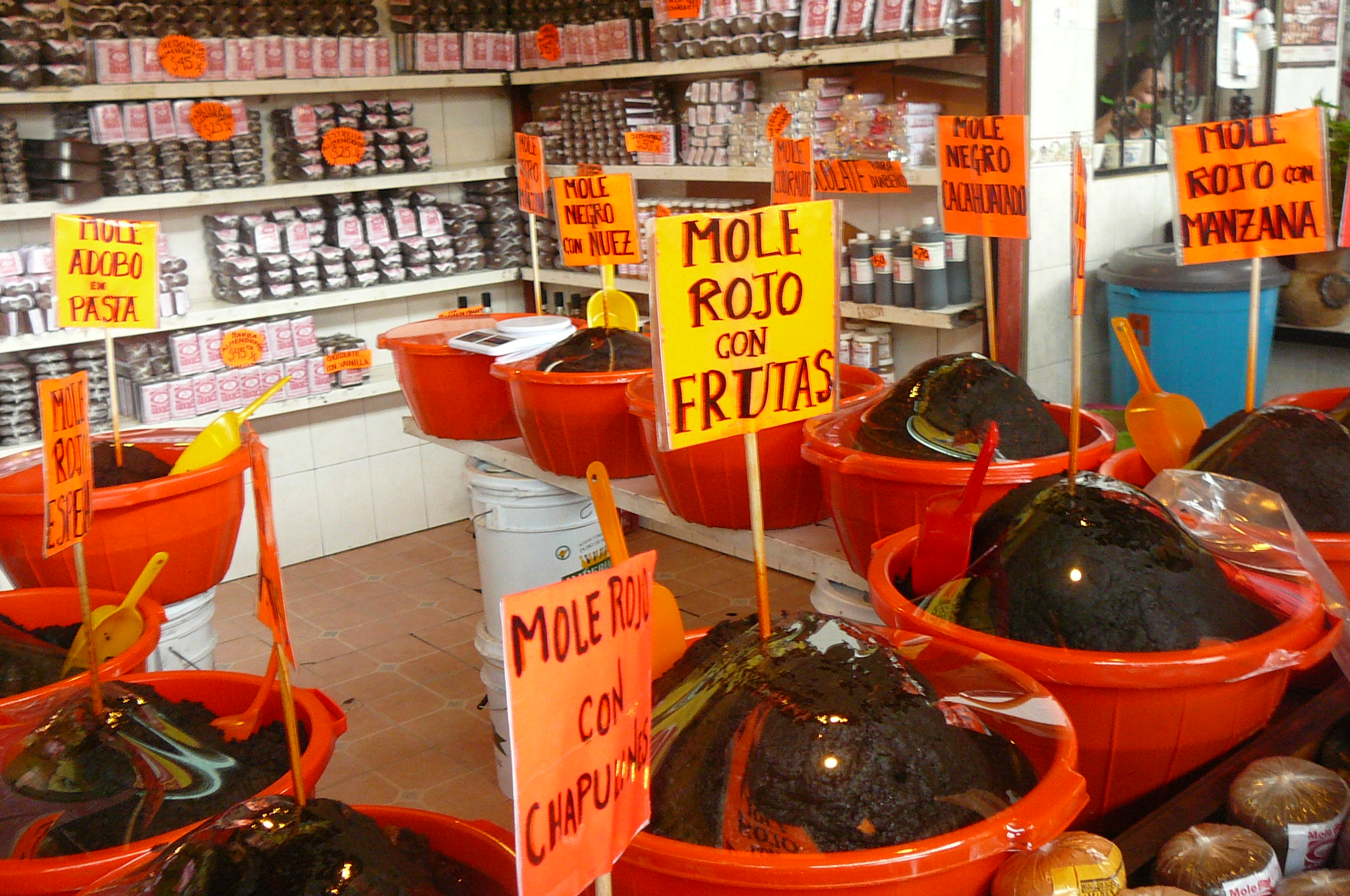
Le differenti Mole di Oaxaca

Come il resto della cucina messicana, è a base di mais, fagioli e peperoncino, ma ci sono anche una grande varietà di ingredienti e di piatti di origine indigena.
Tra questi il cioccolato (spesso bevuto in una preparato caldo con spezie e altri sapori), il formaggio di Oaxaca, il mescal e le cavallette (chapulines), con piatti come le tlayudas, i tamales in stile Oaxacano e sette diverse varietà di mole.
La cucina è stata promossa da esperti culinari come Diana Kennedy e Rick Bayless e fa parte dell'interesse turistico per la zona.

## I sette mole di Oaxaca
In Oaxaca si contano più di 200 diverse preparazioni di mole, una salsa complicata basata su uno più peperoncini, tuttavia le più importanti sono sette, e danno allo Stato il soprannome di "La tierra de los siete moles". 
Il colore e gli ingredienti distinguono i sette mole principali, che si chiamano negro (nero), amarillo (giallo), coloradito (colorato), mancha manteles (macchiatovaglie), chichilo (dal nome del peperoncino principale), rojo (rosso) e verde.
Tutti i mole, tranne il verde, si possono mantenere come una pasta da cucinare in seguito diluita con brodo di pollo. 
Il mole negro è il più conosciuto e il più complicato da preparare: contiene da venti a più di trenta ingredienti a seconda della ricetta. Il mole negro è leggermente dolce, di colore nero e può contenere sei differenti qualità di peperoncino, banana, cipolla, pomodoro, tomatillo, chiodi di garofano, cannella, cacao, nocciole, tortilla, foglie di avocado. Per ottenere il colore nero bisogna tostare bene i peperoncini senza bruciarli.

Il mole amarillo contiene peperoncini verdi, cipolla, aglio, cumino, chiodi di garofano, chiles anchos, peperoncino guajillo, pepe messicano (Piper auritum, in spagnolo hoja santa) o coriandolo e si condisce con cipolla, lime e origano.

Il mole coloradito è di color rosso mattone e contiene chiles anchos, pomodoro, aglio, semi di sesamo, mandorle, cannella e origano.

Il mole mancha mantales è rosso e contiene chiles anchos, pomodoro, aglio, cipolla, timo, chiodi di garofano e mandorle.

Anche il mole chichilo è rosso e si utilizza Chilhuacle Negro, chile pasilla e chile mulato, maggiorana, pimento, chiodi di garofano e foglie di avocado.
 
Il mole rojo, come indica il suo nome, è rosso, e tra gli ingredienti troviamo cacao, peperoncino guajillo, cipolla, pomodoro, aglio, origano, nocciole e semi di sesamo.

Il mole verde contiene tomatillo, peperoncini verdi, cipolla, aglio, cumino, chiodi di garofano, peperoncino ancho e guajillo, pepe messicano (hoja santa), amaranto e prezzemolo; ha un sapore leggero ed erbaceo. Di queste salse,  la verde è la più semplice da creare poiché non richiede la tostatura e la reidratazione del peperoncino.

Gli ingredienti vengono tradizionalmente preparati in un metate, un mortaio di pietra di forma rettangolare; tuttavia al giorno d'oggi si usano anche frullatori con i quali si mescolano molti degli ingredienti. 
A seconda degli ingredienti, questi vengono tostati o fritti per preparare una salsa che in seguito viene fatta cuocere molto a lungo. 
I mole di Oaxaca si possono servire su piatti di pollo, maiale e manzo.

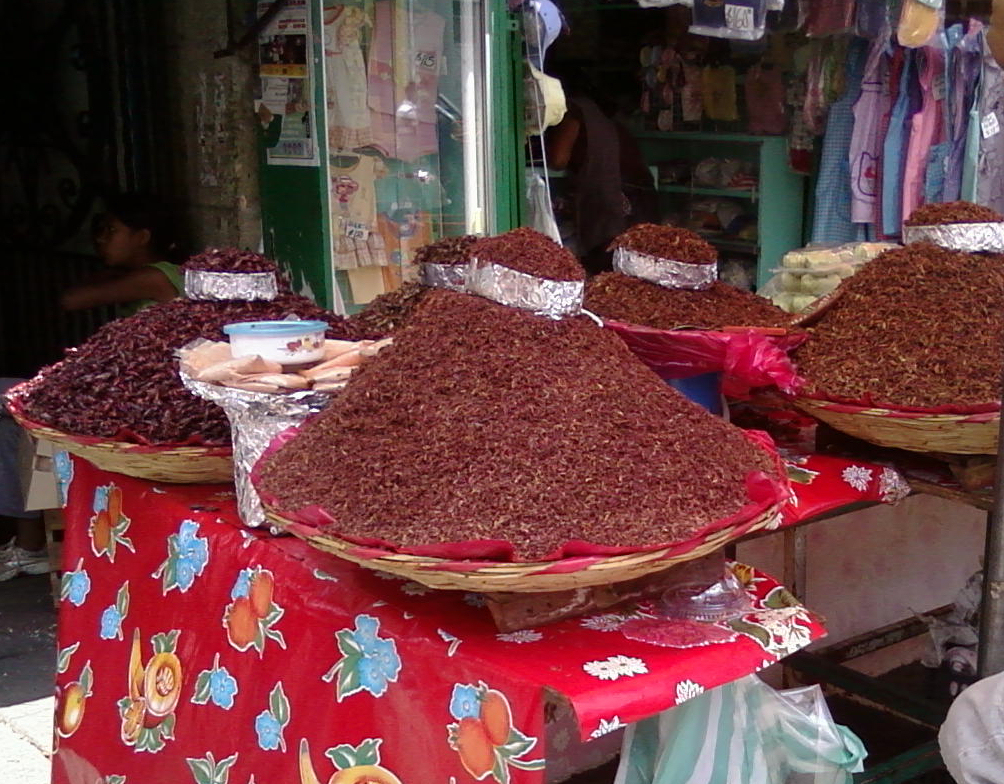
Chapulines in vendita al mercato

## Chapulines
Vari tipi di insetti sono consumati nello Stato comprese formiche e larve da piante di maguey, ma il più noto tra questi sono le cavallette, chiamate chapulines. Anche se sono mangiate in altre parti del Messico, le chapulines sono più popolari nella zona delle Valli Centrali di Oaxaca. Essi sono una fonte importante di proteine nelle zone rurali e una prelibatezza nella città di Oaxaca. Sono state mangiate da ben prima dell'arrivo degli spagnoli e sono generalmente consumate come condimento, spuntino e qualche volta come piatto principale. La loro preparazione e vendita è un'occupazione a tempo pieno per molti ed è una fonte importante di reddito per molte famiglie rurali, inoltre sono anche spedite negli Stati Uniti.

Le cavallette che vengono consumate sono raccolte da campi di grano e di erba medica. Sono semi-addomesticate, vivono più a lungo e la riproduzione ha tassi più elevati rispetto a quelle selvatiche. La stagione del raccolto per gli insetti è durante la stagione delle piogge, da tarda primavera a inizio inverno. Questa stagione del raccolto inizia con la schiusa delle nuove cavallette. Le chapulines anziane tendono ad avere un gusto leggermente amaro. Le chapulines pulite vengono cucinate immergendole in acqua bollente condite con aglio e calce. Il modo più comune per mangiarle è fresco di Comal e con una tortilla, ma si mangiano anche fritte con peperoncino in polvere come spuntino (soprattutto con mescal) e può essere trovato in preparazioni più sofisticate, in una salsa o mescolato con uova. 

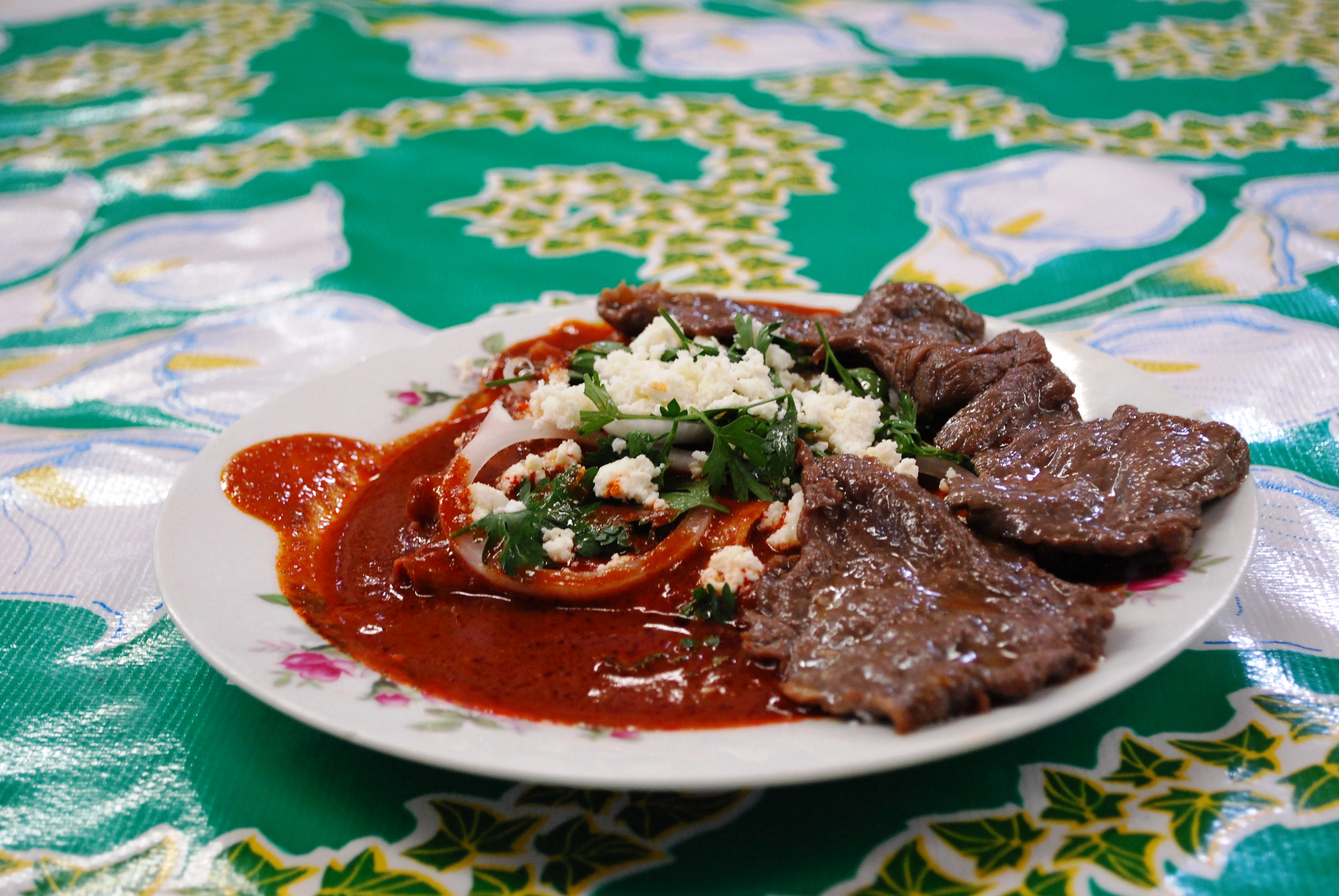
Enchilada con manzo tasajo

## Altri piatti
- Frijol
- Mole de Chepil
- Chileatole
- Mengues
- Estofado Tehuano
- Zee Belá Bihui
- Quesadilla de arroz
- Malanga dorada
- Biáchigüi
- Regañada
- Carnes asadas (tasajo, cecina,  chorizo)